# Aecidium mesadeniae
Aecidium mesadeniae ist eine Ständerpilzart aus der Ordnung der Rostpilze (Pucciniales). Der Pilz ist ein Endoparasit der Korbblütlergattung Cacalia. Symptome des Befalls durch die Art sind Rostflecken und Pusteln auf den Blattoberflächen der Wirtspflanzen. Sie ist in den Vereinigten Staaten verbreitet. Da bislang nur ihre Nebenfruchtform bekannt ist, wird sie in die Formgattung Aecidium eingeordnet.

## Merkmale

### Makroskopische Merkmale
Aecidium mesadeniae ist mit bloßem Auge nur anhand der auf der Oberfläche des Wirtes hervortretenden Sporenlager zu erkennen. Sie wachsen in Nestern, die als gelbliche bis braune Flecken und Pusteln auf den Blattoberflächen erscheinen.

### Mikroskopische Merkmale
Das Myzel von Aecidium mesadeniae wächst wie bei allen Aecidium-Arten interzellulär und bildet Saugfäden, die in das Speichergewebe des Wirtes wachsen. Seine Spermogonien wachsen oberseitig in kleinen Gruppen auf den Wirtsblättern. Die blattunterseitig wachsenden Aecien der Art sind hell gelblich, gesellig und becherförmig. Ihre hyalinen Aecidiosporen sind 15–19 × 12–16 µm groß, ellipsoid bis kugelig und warzig. Die Uredien des Pilzes sind nicht bekannt, möglicherweise werden sie auch nicht ausgebildet. Auch die Telien der Art wurden bislang nicht beobachtet.

## Verbreitung
Das bekannte Verbreitungsgebiet von Aecidium mesadeniae reicht von Wisconsin bis nach Missouri.

## Ökologie
Die Wirtspflanzen von Aecidium mesadeniae sind verschiedene Cacalia atriplicifolia und Cacalia reniformis. Der Pilz ernährt sich von den im Speichergewebe der Pflanzen vorhandenen Nährstoffen, seine Sporenlager brechen später durch die Blattoberfläche und setzen Sporen frei. Die Art durchläuft einen mikro- oder makrozyklischen Entwicklungszyklus mit Spermogonien, Aecien, eventuell auch Uredien sowie Telien. Ob sie einen Wirtswechsel durchmacht, lässt sich mangels Telien und Uredien nicht feststellen.